# Anna Kamińska (pisarka)
Anna Kamińska  (ur. w 1980 w Żyrardowie) – polska pisarka.

## Życiorys
Ukończyła studia polonistyczne na Uniwersytecie Warszawskim. Uczyła się również gry na wiolonczeli w szkole muzycznej. Publikowała m.in. w „Gazecie Wyborczej”. Opublikowała nakładem Wydawnictwa Literackiego biografie Simony Kossak, Wandy Rutkiewicz, Haliny Krüger-Syrokomskiej, Marka Kotańskiego i Marka Jackowskiego oraz dwie inne książki reporterskie.

## Książki
- Odnalezieni. Prawdziwe historie adoptowanych, Wydawnictwo Literackie (2010)
- Simona. Opowieść o niezwyczajnym życiu Simony Kossak, Wydawnictwo Literackie (2015)
- Białowieża szeptem. Historie z Puszczy Białowieskiej, Wydawnictwo Literackie (2017)
- Wanda. Opowieść o sile życia i śmierci. Historia Wandy Rutkiewicz, Wydawnictwo Literackie (2017)
- Halina. Dziś już nie ma takich kobiet. Opowieść o Halinie Krüger-Syrokomskiej, Wydawnictwo Literackie (2019)
- Kotański. Bóg ojciec. Konfrontacja, Wydawnictwo Literackie (2021)
- Głośniej! Marek Jackowski. Historia twórcy Maanamu, Wydawnictwo Literackie (2023).

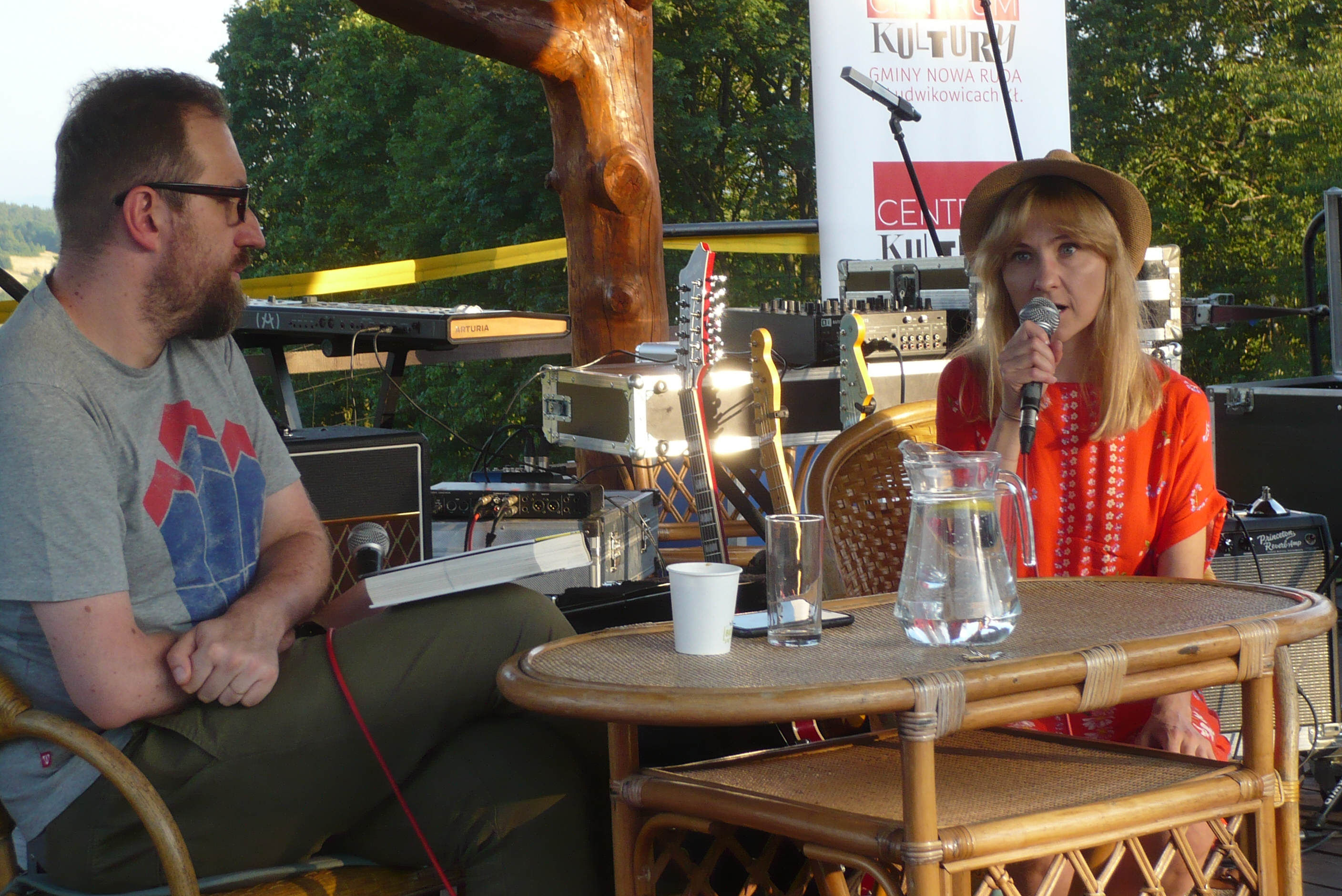
Michał Nogaś i Anna Kamińska
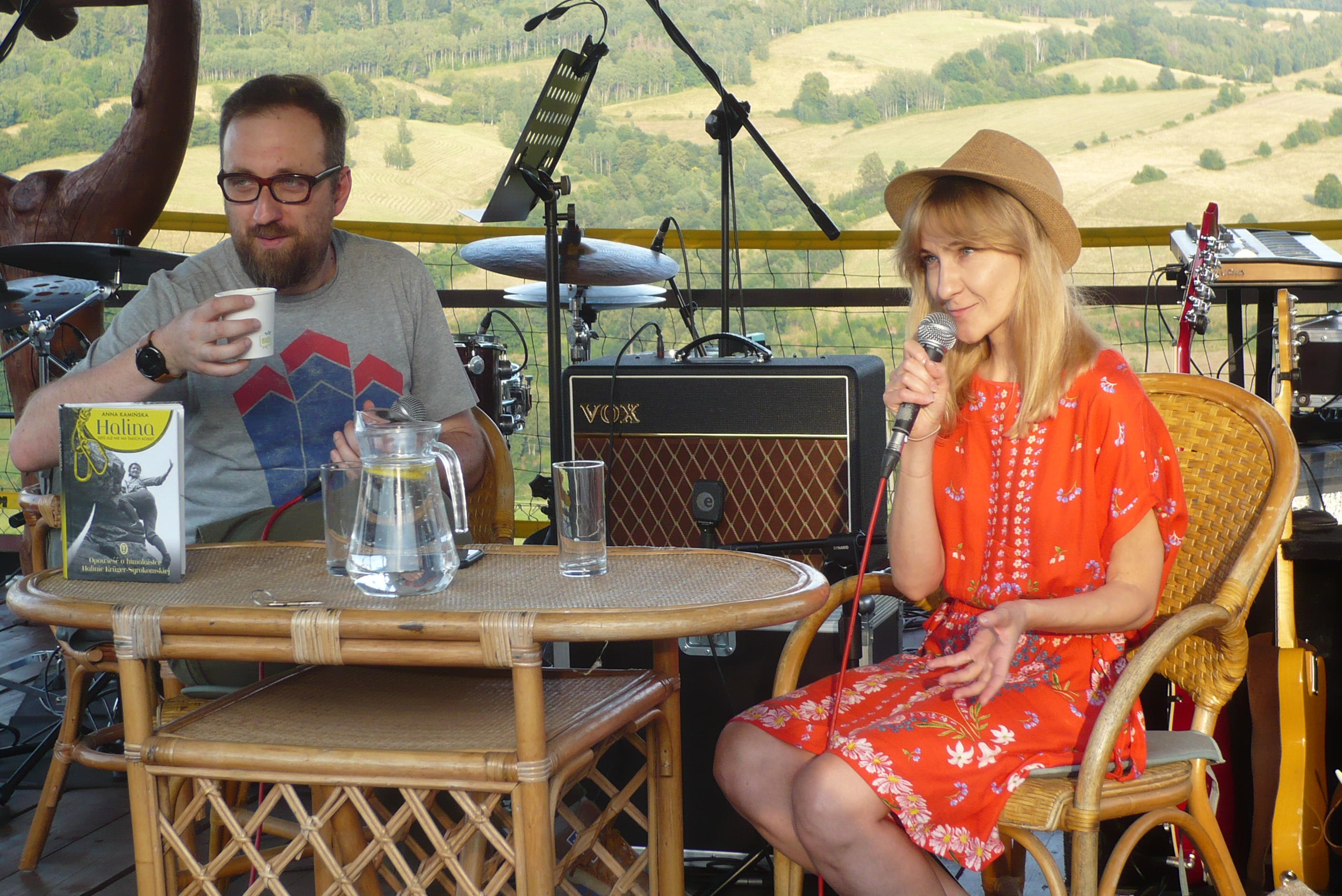
Michał Nogaś i Anna Kamińska

## Nagrody i wyróżnienia
- Nominacja do Nagrody Literackiej Prezydenta Miasta Białegostoku im. Wiesława Kazaneckiego za Simona. Opowieść o niezwyczajnym życiu Simony Kossak (2016)[2][3],
- Nagroda Literacka Prezydenta Miasta Białegostoku im. Wiesława Kazaneckiego za Białowieża szeptem[2][3],
- Grand Prix w konkursie na Książkę Górską Roku 2019 na XXIV Festiwalu Górskim im. Andrzeja Zawady w Lądku Zdroju za Halina. Dziś już nie ma takich kobiet. Opowieść o Halinie Krüger-Syrokomskiej[2][3],
- Nagroda Literacka Zakopanego za Halina. Dziś już nie ma takich kobiet. Opowieść o Halinie Krüger-Syrokomskiej (2020)[2][3],
- Nominacja do Literackiej Nagrody Warmii i Mazur Wawrzyn za Marek Jackowski. Głośniej![3].

## Adaptacje i tłumaczenia
Przekład jej biografii Wandy Rutkiewicz na język hiszpański pod tytułem La historia de Wanda Rutkiewicz. En los limites de la vida ukazał się nakładem wydawnictwa Desnivel.
W oparciu o jej książkę Simona. Opowieść o niezwyczajnym życiu Simony Kossak powstały:
- monodram Simona K. Wołająca na Puszczy w wykonaniu Agnieszki Przepiórskiej-Frankiewicz, w reżyserii Anny Gryszkówny, według tekstu Piotra Rowickiego) w Teatrze im. Juliusza Słowackiego w Krakowie[2][4].
- film fabularny Simona Kossak (2024)(inne języki) w reżyserii Adriana Panka[5].